# Don Juan
För andra betydelser, se Don Juan (olika betydelser).

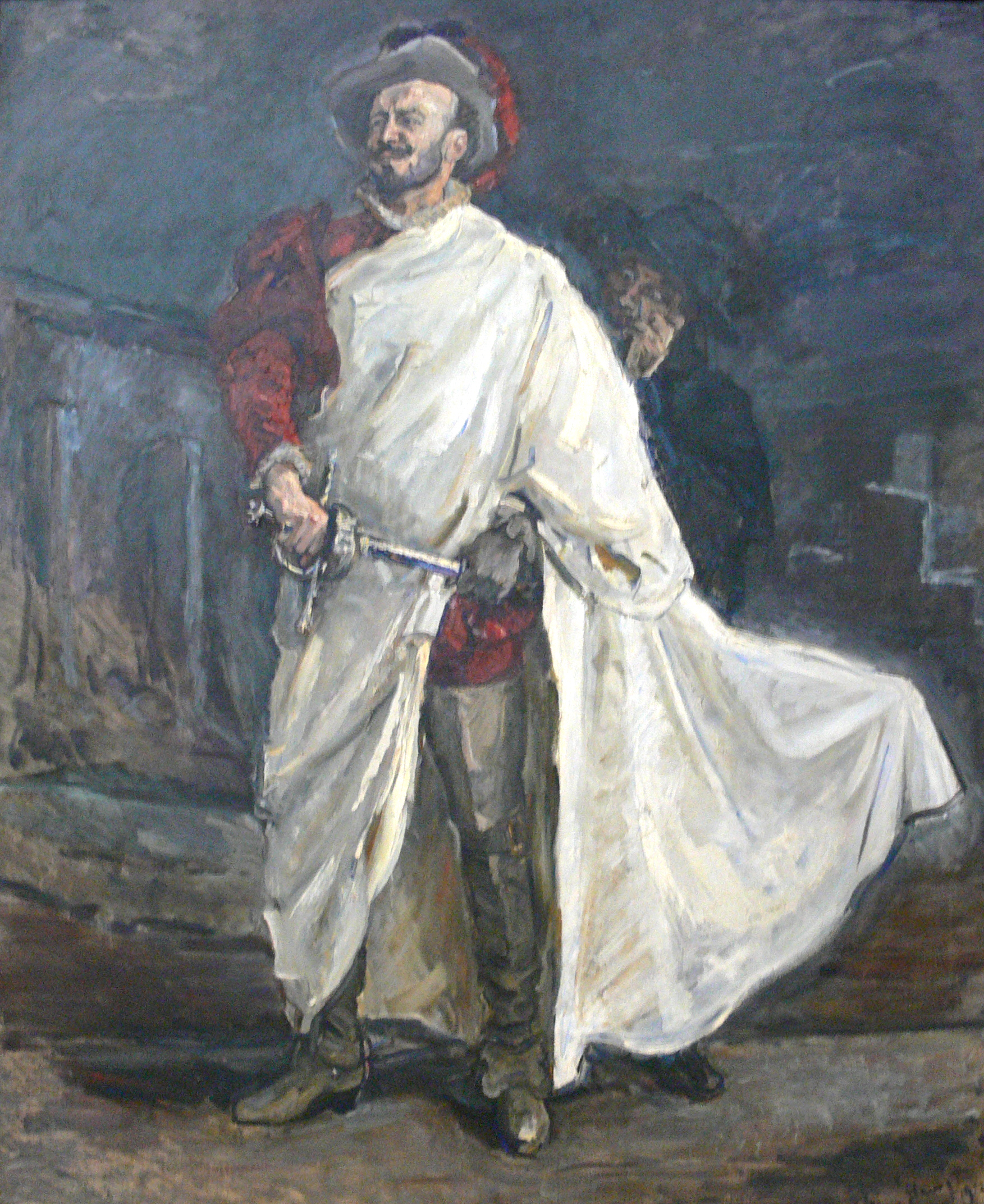
Den portugisiske operasångaren Francisco d'Andrade framträder som Don Juan i Mozarts opera på en målning från 1912.

Don Juan (spanskt uttal: [doŋ ˈxwan]; [dɔn ˈjʉːan] eller [dɔn ɧɵˈan]) är en sagofigur av spanskt ursprung och i överförd bemärkelse ett ord med betydelsen ’kvinnoförförare’ eller ’fruntimmerskarl’ med stavningen donjuan.

## Bakgrund
Sagan härstammar från Sevilla, ett drama av José Zorrilla om Don Juan Tenorio, en förnäm adelsman, bekant för sitt utsvävande levnadssätt, hade bortfört en dotter till den högt ansedde Don Gonzalo de Ulloa, kommendör av Calatravaorden, varvid han mördat fadern. Men himlens straff hade drabbat honom, i det att den mördades staty, "Stengästen", någon tid därefter uppenbarat sig för honom och nedstörtat honom i helvetet. En liknande historia berättades även om en annan beryktad förförare i Sevilla, Don Miguel de Mañara eller Maraña, nämligen att han en natt haft en uppenbarelse, i vilken han sett sin egen begravning. Skräckslagen av denna syn gick han i kloster och grundlade och stiftade hospitalet La Caridad, i vars kyrka han slutligen begravdes under en sten, på vilken man kunde läsa: "Härunder vilar den syndigaste människan i världen".
Den förste, som behandlade detta ämne, var Tirso de Molina, som omkring 1630 skrev dramat El burlador de Sevilla, svenska Förföraren från Sevilla, vars huvudperson, kvinnoförförare och gudsbespottare, just är Don Juan Tenorio. Detta stycke efterliknades snart i Italien av Onofrio Giliberti i Il convitato di pietra, vilken uppfördes som commedia dell'arte 1657 i Paris, och av Cicognini. De första franska bearbetningarna var av skådespelarna Dorimond och Villiers (1659), som gav stycket titeln Le festin de Pierre, vilket beror på en missuppfattning av den spanska undertiteln: El convidade de piedra (stengästen). Dorimond hade försökt motivera denna tolkning genom att kalla kommendören Pierre.
Under denna titel behandlades ämnet även av Molière i ett drama, som spelades första gången 1665 och vilket sedan versifierades av Thomas Corneille. I England finns ett Don Juandrama av Thomas Shadwell (1676). I slutet av 1700-talet behandlades ämnet åter i Spanien av Antonio de Zamora (1660-1730). Denna bearbetning ligger sedan till grund för åtskilliga italienska librettisters arbeten. Carlo Goldoni uppförde 1734 i Venedig sin Don Giovanni Tenorio ossia Il dissoluto punito. 25 år senare spelade Gluck i Parma en balett i tre akter: Don Giovanni ossia Il convitato di pietra; den förste, som gjorde ämnet till föremål för en opera, var Vincenzo Righini, som kallade den II convitato di pietra ossia Il dissoluto (1777). 1787 skrev Lorenzo Da Ponte, huvudsakligen efter Zamoras stycke, det libretto som ligger till grund för Mozarts opera Don Juan.

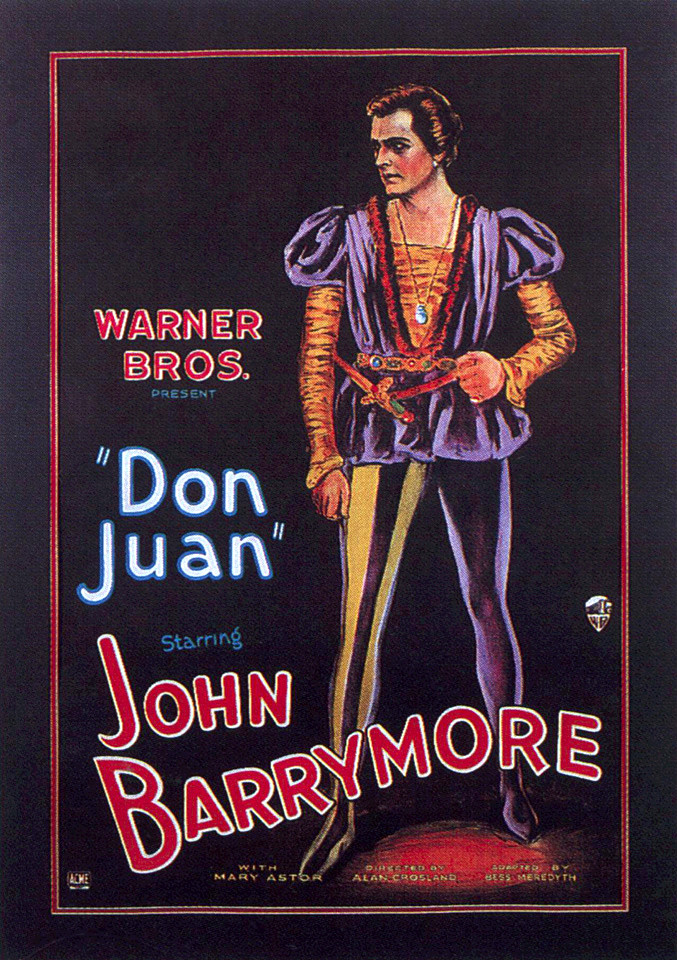
John Barrymore som Don Juan, i en film från 1926.

Under 1800-talet blev Don Juan en av romantikens älsklingsfigurer. Under det att han i de äldre dramerna varit en banalt lättfärdig kvinnoförförare, uppfattade man honom nu som en djupare, demonisk natur, vilken, på grund av Weltschmerz, söker sin förströelse i att krossa kvinnohjärtan. Med andra ord, det är en särskild sida av Faustfiguren, sådan Goethe uppfattat den, som lösgörs och behandlas självständigt: universaliteten på det erotiska området, ett omättligt panteistiskt livsbegär. Bearbetningarna är under denna tid väldigt många. Mycket mer än namnet har inte Byrons dikt (1818 och framåt) gemensamt med sagan; ändå har den bidragit till ämnets popularitet. 
Av övriga bearbetningar kan nämnas: Don de Mañara (1836, av Alexandre Dumas den äldre, Les âmes du purgatoire av P. Mérimée, Les mémoires de Don Juan av Mallefille, Don Juan Tenorio (1845) av spanjoren José Zorrilla och ytterligare två dramer av honom om samma ämne, Lenaus drama Don Juan, Christian Dietrich Grabbes drama Don Juan und Faust (1829). Därmed var emellertid långt ifrån alla de poetiska behandlingarna av den gamla sagan under 1800-talet uttömda.
Av nordiska författare har danskarna Johan Ludvig Heiberg och Johannes Carsten Hauch skrivit var sin Don Juan. Nämnvärt är också Kierkegaards behandling av ämnet i Enten-Eller. Även Carl Jonas Love Almquist har i Don Ramido Marinesco givit en uttolkning av Don Juan.
Under 1900-talet blev Don Juan huvudperson i två romaner av Lars Gyllensten, I skuggan av Don Juan (1975) och Skuggans återkomst eller Don Juan går igen (1985).

## Filmatiseringar i urval
- Don Juan (1926), amerikansk film med John Barrymore som Don Juan
- The Private Life of Don Juan (1934), brittisk film med Douglas Fairbanks som Don Juan
- Don Juans äventyr (1948), amerikansk film med Errol Flynn som Don Juan
- Djävulens öga (1960), svensk film med Jarl Kulle som Don Juan
- Don Juan DeMarco (1995), amerikansk film med Johnny Depp som Don Juan
- Broken Flowers (2005), fransk-amerikansk film med Bill Murray som Don Johnston